# Andorra (Drama)
Andorra és una peça teatral dramàtica escrita per l'escriptor suís Max Frisch, que representa la finalització del seu període anomenat "teatre dedicat" (en alemany "engagierte Theater").
Frisch tematitza en l'exemple de l'antisemitisme, emprant una paràbola o al·legoria, l'impacte del prejudici, i la pregunta de la identitat d'una persona respecte a la imatge, que els altres tenen d'ella.
El drama tracta de l'Andri, un jove engendrat amb una estrangera, fora del matrimoni, i que per això és tractat com a fill adoptiu jueu. Els ciutadans d'Andorra el tracten amb prejudicis, fins al punt que, tot i conèixer més tard el seu veritable origen, s'aferra a la seva falsa identitat jueva (assignada pel seu pare). Seguint aquests fets, l'Andri és assassinat per un poble racista veí. Després que els andorrans no fan res per a evitar l'assassinat, justifiquen el seu mal comportament i covardia davant l'audiència, i neguen la seva culpabilitat.
Andorra fou estrenada el 2 de novembre de 1961, en el teatre Schauspielhaus de Zuric (un dels teatres més importants en llengua alemanya) dirigida per Kurt Hirschfeld, i celebrada com una de les peces de teatre essencials després de la Segona guerra mundial. L'obra fou també tema de controvèrsies, inflamades pel fet que Frisch escollí l'antisemitisme com a model, per la qual cosa el problema principal tractat en l'obra es veia minvat, i la realitat històrica es relativitzava.

## L'Andorra de Max Frisch i el principat d'Andorra
Com a model de país, anomenat "Andorra" per Frisch, hom entén Suïssa o Alemanya durant el temps del nazisme (o nacionalsocialisme).
Per tant, l'Andorra de l'obra teatral de Frisch, no fa referència al principat d' Andorra, sinó a un país imaginari.
A la revista "Els Marges" es pot llegir un tros de la peça d'obra, traduïda al català i el 2009 se'n va publicar una traducció catalana completa: Andorra (Andorra la Vella : Editorial Andorra, 2009; trad. Xavier Torruella).

## L'èxit d'Andorra als països de llengua alemanya
Mentre que l'obra teatral no va tenir gaire èxit a Broadway és en la zona de parla alemanya on fins avui es representa en molts escenaris i on s'ha afegit al currículum escolar.
Juntament amb Biedermann und die Brandstifter és l'obra més famosa de Max Frisch.
El famós artista de cabaret Georg Kreisler va fer una paròdia de l'obra de Max Frisch per a la ràdio el 1962.